# 에스크라바 이사우라
《에스크라바 이사우라》(포르투갈어: Escrava Isaura)는 1976년 방영된 브라질의 텔레노벨라이다.